# Anne-Lie Kinnunen
Anne-Lie Kinnunen, född 10 juli 1936 i Kemi i Finland, död 15 maj 2010 i Sundbyberg i Sverige, var en svensk sångare och skådespelare.

## Biografi
Kinnunen flyttade med sin mor från Finland till Värnamo 1953. Efter att ha vunnit en sångtävling fick hon vara med i tv-programmet Stora famnen med Lennart Hyland och Egon Kjerrman. Sin utbildning fick hon vid Kungliga Musikhögskolan och vid Staatsoper i Wien i Österrike. Hon var 1979 en av grundarna till Stockholms Operettensemble, och var länge drivande i ensemblen.
1979 medverkade Kinnunen som sångare i filmen Kejsaren och 2002 som spådam i Klassfesten.

## Filmografi
- 1979 – Kejsaren
- 2002 – Klassfesten